# Cruéjouls
 Cruéjouls  là một xã ở tỉnh Aveyron, thuộc vùng Occitanie ở miền nam nước Pháp.